# Чишми
Чишми (на руски: Чишмы) е селище от градски тип в Русия, административен център на Чишмински район, Башкирия. Населението му към 1 януари 2018 година е 23 518 души.